# Wyschejschaja Liha 2012
Die Wyschejschaja Liha 2012 war die 22. Spielzeit der höchsten belarussischen Spielklasse im Männerfußball. Sie begann am 24. März 2012 und endete am 25. November 2012. Aufsteiger Partizan Minsk, der sich in den Relegationsspielen gegen den FK Wizebsk durchgesetzt hatte, musste sich aufgrund finanzieller Schwierigkeiten vor dem Saisonstart zurückziehen und spielte 2012 nur drittklassig, während die Wyschejschaja Liha ausnahmsweise mit nur elf Mannschaften ausgetragen wurde.
Titelverteidiger BATE Baryssau sicherte sich bereits vorzeitig den siebten Meistertitel in Serie.

## Vereine
| Verein                     | Stadt      | Stadion                             | Kapazität     |
| -------------------------- | ---------- | ----------------------------------- | ------------- |
| Belschyna Babrujsk         | Babrujsk   | Spartak-Stadion                     | 04.600        |
| BATE Baryssau              | Baryssau   | Haradski-Stadion                    | 05.500        |
| FK Brest                   | Brest      | Brestskij-Stadion                   | 10.080        |
| FK Homel                   | Homel      | Zentralstadion                      | 14.307        |
| FK Njoman Hrodna           | Hrodna     | Njoman-Stadion                      | 08.800        |
| FK Slawija-Masyr           | Masyr      | Junatsva-Stadion                    | 05.300        |
| FK Dinamo Minsk            | Minsk      | Dinamo-Yuni-Stadion                 | 4.500         |
| FK Minsk                   | Minsk      | Dinamo-Stadion                      | 40.000        |
| Naftan Nawapolazk          | Nawapolazk | Atlant-Stadion                      | 05.300        |
| FK Schachzjor Salihorsk    | Salihorsk  | Stroitel-Stadion Schachzjor-Stadion | 04.200 03.000 |
| FK Tarpeda-BelAS Schodsina | Schodsina  | Torpedo-Stadion                     | 03.020        |

## Statistiken

### Abschlusstabelle
| Pl. | Verein                     | Sp. | S  | U  | N  | Tore    | Diff. | Punkte |
| --- | -------------------------- | --- | -- | -- | -- | ------- | ----- | ------ |
| 1.  | BATE Baryssau (M)          | 30  | 21 | 5  | 4  | 051:160 | +35   | 68     |
| 2.  | FK Schachzjor Salihorsk    | 30  | 18 | 7  | 5  | 059:240 | +35   | 61     |
| 3.  | FK Dinamo Minsk            | 30  | 16 | 8  | 6  | 037:190 | +18   | 56     |
| 4.  | FK Homel (P)               | 30  | 14 | 8  | 8  | 039:240 | +15   | 50     |
| 5.  | FK Njoman Hrodna           | 30  | 10 | 11 | 9  | 043:360 | +7    | 41     |
| 6.  | FK Minsk 1                 | 30  | 11 | 6  | 13 | 036:460 | −10   | 39     |
| 7.  | Belschyna Babrujsk         | 30  | 7  | 9  | 14 | 026:400 | −14   | 30     |
| 8.  | FK Brest                   | 30  | 8  | 5  | 17 | 027:380 | −11   | 29     |
| 9.  | Naftan Nawapolazk          | 30  | 7  | 8  | 15 | 023:400 | −17   | 29     |
| 10. | FK Slawija-Masyr (N)       | 30  | 7  | 6  | 17 | 022:580 | −36   | 27     |
| 11. | FK Tarpeda-BelAS Schodsina | 30  | 5  | 9  | 16 | 017:390 | −22   | 24     |

| (M) | amtierender belarussischer Meister     |
| (P) | amtierender belarussischer Pokalsieger |
| (N) | Aufsteiger aus der Perschaja Liha 2011 |

### Kreuztabelle
| Spieltage 1–20             | BATE Baryssau | Belschyna Babrujsk | FK Brest | FK Dinamo Minsk | FK Homel | FK Minsk | Naftan Nawapolazk |     | FK Schachzjor Salihorsk | FK Slawija-Masyr | FK Tarpeda-BelAS Schodsina |
| -------------------------- | ------------- | ------------------ | -------- | --------------- | -------- | -------- | ----------------- | --- | ----------------------- | ---------------- | -------------------------- |
| BATE Baryssau              |               | 3:1                | 0:1      | 1:3             | 0:0      | 2:0      | 3:0               | 2:0 | 1:0                     | 2:1              | 0:0                        |
| Belschyna Babrujsk         | 0:1           |                    | 3:1      | 1:0             | 1:1      | 3:0      | 0:0               | 0:0 | 0:4                     | 3:0              | 0:0                        |
| FK Brest                   | 0:2           | 1:1                |          | 1:2             | 0:1      | 0:1      | 2:1               | 1:1 | 1:2                     | 1:2              | 1:0                        |
| FK Dinamo Minsk            | 0:2           | 1:0                | 1:0      |                 | 0:1      | 1:0      | 4:2               | 1:1 | 1:2                     | 3:1              | 2:0                        |
| FK Homel                   | 0:1           | 1:0                | 2:0      | 0:0             |          | 2:2      | 0:0               | 1:1 | 1:1                     | 3:0              | 2:0                        |
| FK Minsk                   | 1:0           | 3:0                | 2:1      | 0:0             | 1:2      |          | 1:0               | 4:4 | 0:2                     | 3:2              | 1:2                        |
| Naftan Nawapolazk          | 0:4           | 3:0                | 1:0      | 0:2             | 0:1      | 1:3      |                   | 2:1 | 1:2                     | 0:0              | 0:0                        |
| FK Njoman Hrodna           | 1:2           | 1:0                | 1:1      | 0:0             | 0:3      | 0:1      | 3:0               |     | 1:1                     | 8:0              | 1:1                        |
| FK Schachzjor Salihorsk    | 1:1           | 2:1                | 0:1      | 1:0             | 1:2      | 7:0      | 0:0               | 1:1 |                         | 5:0              | 1:0                        |
| FK Slawija-Masyr           | 1:2           | 1:0                | 2:1      | 0:2             | 0:2      | 1:0      | 2:1               | 1:3 | 0:2                     |                  | 1:0                        |
| FK Tarpeda-BelAS Schodsina | 0:2           | 0:1                | 1:0      | 0:0             | 1:0      | 2:1      | 0:1               | 1:5 | 2:3                     | 0:0              |                            |

| Spieltage 21–30            | BATE Baryssau | Belschyna Babrujsk | FK Brest | FK Dinamo Minsk | FK Homel | FK Minsk | Naftan Nawapolazk |     | FK Schachzjor Salihorsk | FK Slawija-Masyr | Torpedo Schodsina |
| -------------------------- | ------------- | ------------------ | -------- | --------------- | -------- | -------- | ----------------- | --- | ----------------------- | ---------------- | ----------------- |
| BATE Baryssau              |               | –                  | 3:1      | –               | –        | 5:1      | –                 | 5:1 | 2:1                     | –                | 2:0               |
| Belschyna Babrujsk         | 0:1           |                    | –        | 0:2             | 3:1      | –        | 3:2               | –   | –                       | 0:0              | –                 |
| FK Brest                   | –             | 4:0                |          | 2:0             | 2:1      | –        | 0:1               | –   | –                       | 2:0              | –                 |
| FK Dinamo Minsk            | 0:0           | –                  | –        |                 | 1:0      | –        | 1:1               | 1:0 | –                       | 4:2              | –                 |
| FK Homel                   | 1:2           | –                  | –        | –               |          | –        | 2:0               | 0:1 | –                       | 4:1              | 3:0               |
| FK Minsk                   | –             | 2:2                | 0:0      | 0:2             | 1:1      |          | –                 | –   | –                       | 3:0              | –                 |
| Naftan Nawapolazk          | 1:0           | –                  | –        | –               | –        | 1:2      |                   | 1:0 | 1:2                     | –                | 1:1               |
| FK Njoman Hrodna           | –             | 0:0                | 3:0      | –               | –        | 2:1      | –                 |     | 0:4                     | –                | 2:1               |
| FK Schachzjor Salihorsk    | –             | 3:1                | 4:2      | 1:1             | 4:1      | 0:2      | –                 | –   |                         | –                | –                 |
| FK Slawija-Masyr           | 0:0           | –                  | –        | –               | –        | –        | 1:1               | 0:1 | 0:0                     |                  | 3:2               |
| FK Tarpeda-BelAS Schodsina | –             | 2:2                | 0:0      | 0:2             | –        | 1:0      | –                 | –   | 0:2                     | –                |                   |

### Relegation
Der Elftplatzierte Torpedo Schodsina bestritt nach Abschluss der regulären Saison zwei Relegationsspiele gegen den Zweitplatzierten FK Haradseja der Perschaja Liha. Die Spiele fanden am 29. November und 2. Dezember statt. Schodsina sicherte sich mit dem 4:0-Heimsieg im Rückspiel den Verbleib in der ersten Liga.
|              | Gesamt |                            | Hinspiel | Rückspiel |
| ------------ | ------ | -------------------------- | -------- | --------- |
| FK Haradseja | 1:4    | FK Tarpeda-BelAS Schodsina | 1:0      | 0:4       |

### Torschützenliste
| Pl. | Name                  | Team                    | Tore |
| --- | --------------------- | ----------------------- | ---- |
| 1.  | Dmitriy Osipenko      | FK Schachzjor Salihorsk | 14   |
| 2.  | Renan Bardini Bressan | BATE Baryssau           | 11   |
| 2.  | Dmitriy Kamarowski    | FK Schachzjor Salihorsk | 11   |
| 4.  | Iwan Denisewitsch     | FK Njoman Hrodna        | 10   |
| 4.  | Roman Wolkow          | FK Slawija-Masyr        | 10   |
| 6.  | Dsmitryj Masaleuski   | BATE Baryssau           | 09   |
| 7.  | Wladimir Khwaschynski | FK Brest                | 08   |
| 7.  | Leanid Kowel          | FK Minsk                | 08   |
| 7.  | Dmitriy Platonow      | FK Homel                | 08   |
| 7.  | Wital Radsiwonau      | BATE Baryssau           | 08   |